# Michał II Kwiek
Michał II Kwiek (ur. 1878, zm. w XX wieku) – polski działacz romski oraz rzemieślnik, znany głównie ze swojej aktywności z przełomu lat 20. i 30. XX wieku. Kełderasz, należał do wpływowego klanu Kwieków. Pochodził z Małopolski, młodość spędził w Wielkiej Brytanii, Niemczech i Francji. Po powrocie do Polski osiadł w Poznaniu. Kotlarz, dzięki działalności gospodarczej zdobył znaczny majątek. W 1930 oraz 1934 wybierany na króla Cyganów polskich. Reformista, zwolennik utworzenia odrębnego państwa romskiego. O wpływy i władzę rywalizował z innymi przywódcami romskimi, po II wojnie światowej osiedlił się na zachodzie Europy. Cieszył się także wpływami wśród Romów czechosłowackich, węgierskich oraz rumuńskich. Jego postać i poczynania pozostają przedmiotem debat wśród badaczy romskiej historii.

## Życiorys

### Pochodzenie i kontekst społeczny
Był Kełderaszem. Jest to jedna z największych grup romskich, licząca wedle niektórych źródeł blisko milion członków, żyjących w rozmaitych krajach. Wielu z nich wyemigrowało z Rumunii w XIX wieku, po zniesieniu w tym kraju niewolnictwa.
Michał II przynależał do Kwieków, rozległego i wpływowego politycznie klanu romskiego, któremu często przypisuje się pragnienie zdominowania innych grup Romów polskich w dwudziestoleciu międzywojennym. Nierzadko klan ten oferował władzom państwowym swoje usługi i współpracę. Bardzo wyrazistym przejawem politycznej siły oraz przywódczych aspiracji Kwieków było wskrzeszenie przez nich instytucji króla cygańskiego. Nawiązywała ona do tradycji przedrozbiorowych, w XX wieku była niemniej łączona niemal wyłącznie z Kwiekami. Dążenie do uzyskania własnej reprezentacji przez polskie środowiska romskie, zręcznie wykorzystane przez klan, nie jest przy tym zjawiskiem odosobnionym. Wzmożona aktywność grup romskich była wówczas zauważalna również w Rumunii, gdzie powstał ruch na rzecz zjednoczenia wszystkich Romów.

### Aktywność publiczna
Przypisywany mu numer porządkowy, jak również umiejscowienie w chronologii romskich starań o tron w międzywojennej Polsce wywodzi się z prac Jerzego Ficowskiego. Pochodził z małopolskiej Bielczy. Kształcił się w zakresie kotlarstwa, zatem profesji tradycyjnie wiązanej z jego grupą. Pomieszkiwał w Niemczech, Francji czy Wielkiej Brytanii, posługiwał się kilkoma językami. Po odzyskaniu przez Polskę niepodległości powrócił do kraju rodzinnego. Osiadł w Poznaniu, poślubił pochodzącą z Węgier Csabo. Para doczekała się trzech córek i syna. Także w Poznaniu miał się znajdować należący doń zakład produkujący kotły. Chętnie i często kontaktował się z prasą, zdobywając znaczny rozgłos oraz rozpoznawalność. Planował budowę osiedli robotniczych oraz placówek oświatowych przeznaczonych dla ludności romskiej. Deklarował również, iż zamierza nakłaniać swoich pobratymców do porzucenia koczowniczego trybu życia. Walczył również z przestępczością w macierzystej społeczności.
W 1930 w Piastowie nieopodal Warszawy został wybrany na króla Cyganów polskich. Na ceremonii obecny był marszałek Józef Piłsudski. Michał II Kwiek na tronie zastąpić miał swego ojca, Grzegorza Kwieka, który abdykował z uwagi na zaawansowany wiek. Był jednym z przynajmniej kilku mężczyzn, którzy rościli sobie prawo do godności królewskiej w tym samym czasie. Wśród jego najpoważniejszych konkurentów wymieniano Bazylego Kwieka, Jana Kwieka oraz Wasyla Kwieka. Między zwolennikami Michała a Romami popierającymi innych kandydatów dochodziło do regularnych bójek, a same starcia porównywano niekiedy do porachunków mafijnych. Polskojęzyczne media nierzadko ukazywały go zresztą w negatywnym świetle, często przy okazji opisywania kwestii związanych z aktywnością przestępczą. Wyjątkiem były relacje z wystawnych uroczystości weselnych, które wyprawił swemu synowi w Hajdukach Wielkich. Zdarzały się niemniej i opinie bardziej wyważone. Niekiedy dostrzegano w Kwieku osobę zaangażowaną w politykę międzynarodową, mniej lub bardziej udolnie wspierającą projekty integracyjne wśród europejskich Romów. Podobnie spoglądano czasem i na jego konkurentów do tytułu królewskiego.
Michał początkowo cieszył się przychylnością polskich władz. W sanacyjnej prasie podkreślano jego lojalność wobec państwa polskiego. Wskazywano na formułowane przezeń plany reform społeczności romskiej oraz na jego znaczący majątek. Posiadał rezydencję w Poznaniu oraz letnią rezydencję w Błogicy pod Cieszynem. Później nabyć miał również nieruchomości w Wiśle czy w Zakopanem. Podkreślano jego rozjemczą rolę w społecznościach romskich, także tych poza granicami Polski, chociażby w Czechosłowacji. Niedługo po swym wyborze na króla przeprowadził zorganizowany w Cieszynie ogólnokrajowy spis ludności romskiej. Wykazał on około 14 tysięcy osób, co, jak się ocenia, stanowiło jedynie około połowy zamieszkującej ówczesną Polskę populacji romskiej. W 1934, pośród nieustających walk o wpływy z innymi przywódcami romskimi, został ponownie koronowany na króla, niejako przy okazji wspominanego już wesela syna.
Z czasem stosunki między Kwiekiem a politykami sanacji uległy ochłodzeniu. Obawiano się, że jego wpływy w społecznościach romskich na Węgrzech, w Czechosłowacji czy w Rumunii utrudniają kontrolę podejmowanych przezeń poczynań. Chciano przy tym zapobiec wytworzeniu się w granicach Polski ponadnarodowej struktury władzy, nawet jeśli opierać by się ona miała na tak niejasnym i prymitywnym modelu, jak kierowana przez Kwieka monarchia. Nie bez znaczenia był również fakt, że grono jego zwolenników było stosunkowo liczne, kilkunastotysięczne. Podobnie jak niektórzy inni Kwiekowie wspierał koncepcję Romanestanu, inspirowanego ruchem syjonistycznym państwa narodowego ludności romskiej. Postulował chociażby utworzenie romskiego organizmu państwowego w Indiach, do których zresztą – przynajmniej według niektórych źródeł – się udał. Indie uznawał za właściwą ojczyznę ruchu cygańskiego. Poszukiwał też miejsca dla Romów w Afryce, w dużej mierze przyczyniając do popularyzacji tej właśnie koncepcji. Za szczególnie dla osadnictwa romskiego korzystne uznawał terytoria położone w Ugandzie. Wiele podróżował, nawet jeśli pominie się jego wyprawę na subkontynent indyjski. W 1934 wziął udział w kongresie romskim w Rumunii. Jeszcze w tym samym roku pojawił się w Czechosłowacji, z której wszelako szybko go wydalono. Niedługo później przyjechał do Wielkiej Brytanii, gdzie przemawiał w londyńskim Hyde Parku. Po tym wydarzeniu w zasadzie zniknął na jakiś czas z materiałów źródłowych, choć w początkach 1935 polska prasa podawała jeszcze, jakoby zamierzał zorganizować kongres romski z udziałem delegatów nie tylko z Europy, ale również ze Stanów Zjednoczonych czy Ameryki Łacińskiej. Ostatnie informacje o nim pochodzą z lat 60., zarówno z Niemiec, jak i Francji. Nie jest do końca jasne kiedy oraz w jakich okolicznościach utracił tytuł królewski. Wiadomo natomiast, iż stał za utworzeniem eksperymentalnego osiedla romskiego na przedmieściach Paryża, w Montreuil-sous-Bois. Powstało ono za zgodą władz francuskich, było zarządzane przez rodzime, romskie władze. Tym samym państwowotwórcze ambicje Kwieka z okresu międzywojennego znalazły choć częściowe urzeczywistnienie we Francji.
Mimo częstych podróży oraz osiedlenia się na stałe w zachodniej Europie Michał II Kwiek odwiedzał Polskę. Składał również wizyty w swojej rodzinnej wiosce w Małopolsce, z którą najwyraźniej czuł się silnie związany.

## Ocena i znaczenie
Ocena poczynań i postaci Michała II Kwieka jest kwestią złożoną. Jerzy Ficowski, pionier badań cyganologicznych w Polsce, oceniał zarówno Michała, jak i cały klan Kwieków w sposób jednoznacznie negatywny. Proponowany przez niego model władzy uznawał za archaiczny, niewydolny oraz szkodliwy dla samej społeczności romskiej. Dodatkowo instytucję romskiej monarchii uznawał za przejaw dążeń do zdominowania rodzimych Romów polskich przez napływowych Kełderaszy.
Późniejsza literatura stara się odejść od podobnego osądu, uznając go za niesprawiedliwy i nadmiernie uproszczony. Zwraca uwagę na fakt, iż królewskie aspiracje Kwieków, w tym również samego Michała II, można uznać za przejaw tendencji zjednoczeniowych wewnątrz społeczności romskiej. Jego postulaty dotyczące romskiej siedziby narodowej, reform wewnątrz społeczności czy wreszcie jego starania na rzecz umiędzynarodowienia kwestii romskiej można uznać za przynajmniej zalążkowy program polityczny. W wysiłkach centralizacyjnych Kwieka dostrzega się także próbę przezwyciężenia archaicznego, tradycyjnego romskiego modelu społecznego.